# Телешовка (Киевская область)
Телешо́вка (укр. Телешівка) — село, входит в Ракитнянский район Киевской области Украины.
Население по переписи 2001 года составляло 1427 человек. Почтовый индекс — 09622. Телефонный код — 4562. Занимает площадь 40 км². Код КОАТУУ — 3223786501.

## Местный совет
09622, Київська обл., Рокитнянський р-н, с. Телешівка, вул. Радянська, 61

## История
Название села, вероятно, исходит от имени первопоселенца Телеша, который обосновался в этом благодатном месте, среди лесов, полей, на берегу реки. Впоследствии хутор стал зваться - Телешовка. Со временем к хутору добавились новые уголки: Ручківщина, Ковалівщина, Фединівщина, Різани. А один из уголков села и по ныне зовется - Хутор. Возможно, именно тут и было расположено то самое первое поселение.
По сказаниям старожилов, название Різани происходит резни, устроенной над местными жителями татарским отрядом, который прибыл в эти земли за ясырем.
Село Телешовка было в составе Винцентовской волости Васильковского уезда Киевской губернии. В селе была Преображенская церковь.